# Tynda (città)
Tynda è una cittadina dell'Estremo Oriente Russo, situata nell'Oblast' dell'Amur, sul fiume omonimo alla confluenza con il Giljuj, 839 km a nordovest del capoluogo Blagoveščensk; è capoluogo del distretto omonimo.
Il primo insediamento risale al 1917, mentre lo status di città è del 1975; la città ha avuto un grosso sviluppo a partire dagli anni settanta, seguito da una altrettanto consistente involuzione conseguente al crollo dell'Unione Sovietica.

## Società

### Evoluzione demografica
Fonte: mojgorod.ru
- 1959: 3.100
- 1970: 3.400
- 1979: 41.700
- 1989: 62.000
- 2002: 40.094
- 2007: 38.600

## Infrastrutture e trasporti

### Aereo
Tynda è servita dell'Aeroporto di Tynda con i voli di linea nell'Oblast' dell'Amur effettuati dalla compagnia aerea russa Amur Airlines.

### Auto
Tynda si trova lungo l'autostrada che unisce la regione dell'Amur con la Jacuzia.

### Treno
Tynda è un importante nodo di comunicazioni della regione: è situata lungo la linea ferroviaria Bajkal-Amur (la BAM), all'incirca verso la metà del percorso, ed è la sede dei suoi organi amministrativi (per questo Tynda è soprannominata anche la Capitale della BAM).

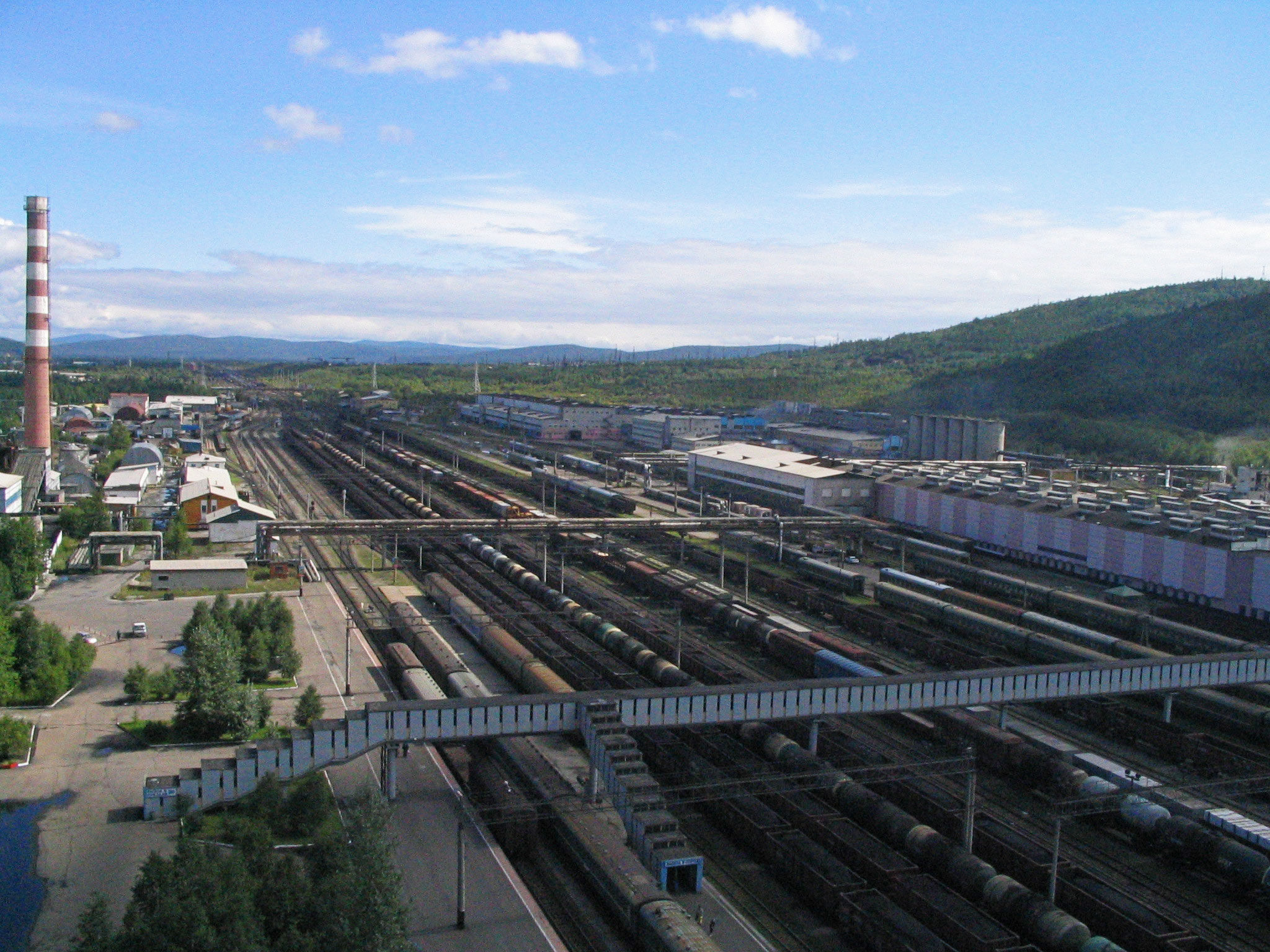
La stazione Tynda delle Ferrovie russe.